# Antoaneta Frenkewa
Antoaneta Nikołowa Frenkewa (bg. Антоанета Николова Френкева; ur. 24 sierpnia 1971 w Smolanie) – bułgarska pływaczka specjalizująca się w stylu klasycznym.
W 1988 roku na igrzyskach olimpijskich w Seulu zdobyła srebrny medal w konkurencji 100 m stylem klasycznym, uzyskawszy czas 1:08,74. Na dwukrotnie dłuższym dystansie wywalczyła brąz (2:28,34).